# خوسه آنتونیو مونترو
خوسه آنتونیو مونترو (اسپانیایی: José Antonio Montero‎؛ زادهٔ ۳ ژانویهٔ ۱۹۶۵) بازیکن بسکتبال اهل اسپانیا بود.
از باشگاه‌هایی که در آن بازی کرده‌است می‌توان به باشگاه بسکتبال بارسلونا و باشگاه بسکتبال یوونتوت بادالونا اشاره کرد.